# Zbigniew Tryczyński
Zbigniew Tryczyński (ur. 13 czerwca 1921 w Opatowie, zm. 17 listopada 2017 w Krakowie) – polski więzień niemieckich obozów koncentracyjnych, Honorowy Obywatel Brzeska.

## Życiorys
Urodził się w Opatowie, który po wybuchu II wojny światowej znalazł się pod okupacją niemiecką.
Tryczyński mieszkał wówczas w Brzesku i był uczniem gimnazjum. Wraz z innymi polskimi harcerzami został aresztowany 3 maja 1940. W trakcie przesłuchania przyznał się jedynie do działalności w Sodalicji Mariańskiej. W dniu 14 czerwca 1940 został deportowany w pierwszym transporcie więźniów politycznych do obozu Auschwitz-Birkenau (numer obozowy 276). W 1944 został przeniesiony do KL Flossenbürg.
Po wojnie studiował na Akademii Górniczo-Hutniczej w Krakowie i pracował w biurze projektów górniczych. Od 2006 był Honorowym Obywatelem Brzeska.
Zbigniew Tryczyński był jednym z najdłużej żyjących więźniów tarnowskiego transportu do KL Auschwitz.